# Paulo Vítor Fagundes dos Anjos
Paulo Vítor Fagundes dos Anjos, hay Paulo Vítor (sinh ngày 21 tháng 11 năm 1988) là một cầu thủ bóng đá người Brasil thi đấu cho Varzim.

## Sự nghiệp câu lạc bộ
Anh ra mắt chuyên nghiệp tại Giải bóng đá hạng nhất quốc gia Bồ Đào Nha cho Varzim vào ngày 9 tháng 3 năm 2016 trong trận đấu trước Académico de Viseu.